# Belaghatta, Chitradurga
Belaghatta là một làng thuộc tehsil Chitradurga, huyện Chitradurga, bang Karnataka, Ấn Độ.